# Lom (okres Strakonice)
Lom je obec v okrese Strakonice v Jihočeském kraji. Žije v ní 112 obyvatel.

## Historie
První písemná zmínka o obci pochází z roku 1299.

## Obyvatelstvo
| Rok            | 1869 | 1880 | 1890 | 1900 | 1910 | 1921 | 1930 | 1950 | 1961 | 1970 | 1980 | 1991 | 2001 | 2011 | 2021 |
| -------------- | ---- | ---- | ---- | ---- | ---- | ---- | ---- | ---- | ---- | ---- | ---- | ---- | ---- | ---- | ---- |
| Počet obyvatel | 365  | 376  | 356  | 321  | 348  | 360  | 329  | 240  | 229  | 196  | 180  | 135  | 124  | 100  | 86   |
| Počet domů     | 55   | 55   | 58   | 53   | 58   | 57   | 60   | 61   | 54   | 51   | 48   | 56   | 66   | 51   | 68   |

## Obecní správa
Mezi lety 1880–1887 patřil Lom jako osada obce k Mužeticím v okrese Blatná. V letech 1887–1974 byl obcí v okrese Blatná (1907–1950) a později v okrese Strakonice. Od 1. července 1974 do 23. listopadu 1990 patřil jako část obce ke Škvořeticím a od 24. listopadu 1990 je opět samostatnou obcí.

### Části obce
Obec Lom se skládá ze dvou částí na dvou katastrálních územích:
- Lom (k. ú. Lom u Blatné)
- Míreč (i název k. ú.)

Součástí obce je rovněž osada Neradov.

### Obecní symboly
Znak a vlajka byly obci uděleny rozhodnutím předsedkyně Poslanecké sněmovny Parlamentu České republiky dne 12. července 2023.